# شتاینهوفل
شتاینهوفل (به آلمانی: Steinhöfel) یک شهر در آلمان است که در اودر-اشپری واقع شده‌است. شتاینهوفل ۴٬۶۵۷ نفر جمعیت دارد.